# Morgensterroest
De morgensterroest (Puccinia hysterium) is een schimmel behorend tot de familie Pucciniaceae. Het is een roestschimmel die alleen voorkomt op morgenster (Tragopogon). De soort doorloopt een ontwikkelingscyclus met spermogonia, aecia en telia. Als auto-ecotische parasiet ondergaat het geen waardplantwisseling.

## Kenmerken

### Uiterlijke kenmerken
Puccinia hysterium is alleen met het blote oog te herkennen aan de sporenafzettingen die op het oppervlak van de waardplant uitsteken. Ze groeien in "nesten" die verschijnen als geelachtige tot bruine vlekken en puisten op bladoppervlakken.

### Microscopische kenmerken
Zoals bij alle Puccinia-soorten groeit het mycelium van Puccinia hysterium intercellulair en vormt het zuigdraden die in het opslagweefsel van de waardplant groeien. Hun spermogonia groeien systemisch en voornamelijk op het oppervlak van de bladeren. De aecia van de soort die groeit op bladeren, stengels en bloeiwijzen zijn komvormig. De hyaliene aeciosporen zijn 23-26 × 20-24 µm groot, bolvormig tot breed ellipsoïde en fijn wrattenachtig. Uredia zijn afwezig. De telia van de soort, die aan beide kanten en op stengels groeien, zijn al vroeg chocoladebruin, poederachtig en onbedekt. De kastanjebruine teliosporen zijn tweecellig, meestal breed ellipsoïde, wrattenachtig en meestal 32–40 × 24–30 µm groot. De steel is kleurloos.

## Verspreiding
Het bekende verspreidingsgebied van Puccinia hysterium strekt zich uit van Zuid-Canada tot Europa. In Nederland komt de morgensterroest zeldzaam voor.